# Paul Richter
Paul Richter (1 de abril de 1895 – 30 de diciembre de 1961) fue un actor teatral y cinematográfico austriaco. Debió su gran fama en el cine alemán de la época muda a su trabajo con los directores Joe May y Fritz Lang.

## Biografía
Nacido en Viena, Austria, su nombre completo era Paul Martin Eduard Richter. Se formó en el Conservatorio Estatal de Viena. Empezó a actuar en Mannheim, y en Viena trabajó en el Teatro Josef Jarno y en el Wiener Stadttheater.
Su debut en la pantalla tuvo lugar antes de la Primera Guerra Mundial con el film Der Sterbewalzer (1914), dirigido por Fritz Freund. Con el inicio de la contienda, su actividad cinematográfica cesó de manera temporal, ingresando en el Kaiserjäger austriaco, sirviendo en infantería en los Montes Cárpatos, siendo después designado a tareas de guía de montaña. Su fuerte atracción por la naturaleza, adquirida en esa época, llegó a ser característica de su personalidad y de su filmografía.
Con la cinta de Joe May Das indische Grabmal (1921), Richter alcanzó la fama por vez primera, pero fueron los filmes Dr. Mabuse, der Spieler-Ein Bild der Zeit (1922) y, especialmente, Los nibelungos (1924), ambos dirigidos por Fritz Lang, los que hicieron de él un sex symbol de los años 1920, siendo considerado como una respuesta alemana a las estrellas estadounidenses Ramón Novarro y Rodolfo Valentino. El éxito de su actuación como Sigurd facilitó a Richter otros papeles heroicos, como los que llevó a cabo en Pietro, der Korsar (1925) y Dagfin (1926).
A comienzos de los años 1930, Richter fue haciendo cada vez un mayor número de películas de ambiente regional, entre ellas Die Försterchristl (1931) y Schloβ Hubertus (1934), encarnando habitualmente a cazadores, guardabosques o terratenientes, adaptando a menudo para la pantalla novelas de Ludwig Ganghofer. Gracias a su profundo amor por la naturaleza y a su experiencia montañera, Richter dio a sus actuaciones una verosimilitud que contrastó con actuaciones similares de Rudolf Prack en los años 1950. Sin embargo, a finales de esa década, una delicada intervención quirúrgica ocular dio por terminada la carrera cinematográfica de Richter.
Paul Richter falleció en Viena, Austria, en 1961. Fue enterrado en el Cementerio Weidling, en Klosterneuburg. Había estado casado entre 1924 y 1931 con la actriz noruega Aud Egede-Nissen, siendo padrastro de Georg Richter, fruto de la unión de la actriz con el actor Georg Alexander.

## Filmografía
- 1914 : Der Sterbewalzer
- 1914 : Die Gouvernante
- 1918 : Das Lied der Colombine
- 1920 : Der Henker von Sankt Marien
- 1920 : Der Mord ohne Täter
- 1921 : Das indische Grabmal
- 1921 : Zirkus des Lebens
- 1922 : Dr. Mabuse, der Spieler-Ein Bild der Zeit
- 1924 : Los nibelungos
- 1925 : Pietro, der Korsar
- 1926 : Schwester Veronika
- 1926 : Dagfin
- 1927 : Der König der Mittelstürmer
- 1928 : Die Geliebte seiner Hoheit
- 1931 : Die Försterchristl
- 1931 : Die Nacht ohne Pause
- 1932 : Der Hexer
- 1932 : Marschall Vorwärts
- 1933 : Drei Kaiserjäger
- 1933 : Der Choral von Leuthen
- 1934 : Was bin ich ohne dich?
- 1934 : Das unsterbliche Lied
- 1935 : Ehestreik
- 1935 : Der Klosterjäger
- 1936 : Der Jäger von Fall
- 1937 : Gordian der Tyrann
- 1937 : Das Schweigen im Walde
- 1938 : Frau Sylvelin
- 1938 : Narren im Schnee
- 1938 : Stärker als die Liebe
- 1938 : Der Edelweißkönig
- 1939 : Waldrausch
- 1940 : Beates Flitterwoche
- 1941 : Der laufende Berg
- 1943 : Kohlhiesels Töchter
- 1943 : Der Ochsenkrieg
- 1943 : Die schwache Stunde
- 1944 : Warum lügst du, Elisabeth
- 1945/1948 : Ein Mann gehört ins Haus
- 1950 : Der Geigenmacher von Mittenwald
- 1951 : Die Alm an der Grenze
- 1951 : Die Martinsklause
- 1952 : Der Herrgottschnitzer von Ammergau
- 1953 : Der Klosterjäger
- 1954 : Schloß Hubertus
- 1955 : Das Schweigen im Walde
- 1957 : Der Jäger von Fall
- 1957 : Wetterleuchten um Maria
- 1958 : Sag ja, Mutti
- 1959 : Der Schäfer vom Trutzberg